# Die Blechblos’n
Die Blechblos’n ist eine deutsche Musikgruppe aus dem Bereich der Blasmusik, des Schlagers und der Pop- und Rockmusik.

## Geschichte
Die Blechblos'n wurde 1986 gegründet und tritt seit 1989 öffentlich auf. Im selben Jahr erhielt die Band ein Dauerengagement im Hackerkeller in München. 1990 trat die Blechblos'n bei den bayerischen Wochen des Londoner Hilton Hotels auf. Seit 1994 spielt die Musikgruppe jedes Jahr im Weinzelt auf dem Münchner Oktoberfest, 1996 erschien die erste CD.
Seit 1997 waren sie in verschiedenen Volksmusiksendungen bei ZDF und ORF zu Gast. 2002 wirkte die Band an einer Werbekampagne von Media-Markt mit dem Song Die dicksten Eier der Welt mit. 2006 entstand der Fernseh-Werbespot zur Fußball-WM für Erdinger Weißbier.
2005 qualifizierte sich die Band als einer der 15 Teilnehmer beim deutschen Vorentscheid zum Grand Prix der Volksmusik.
Die Auftritte der Gruppe beschränken sich nicht nur auf die Musik, sondern bestehen aus vielen Showelementen bis hin zur Travestie.
2011 spielte die Band ihren ersten Auftritt beim Wacken Open Air, wo sie seitdem regelmäßig zu Gast sind. Im Dezember 2012 verließ Frontmann und Gründer Anderl Laubert nach 25 Jahren die Band. Seitdem steht Bassist Roland Schleifer am Moderations-Mikrofon.

## Diskografie
- Erstausgabe. Blechblos'n - a bayrische Band 1996
- Polonaise Bavarese 2001
- Humba, Humba Tralala - Living in Bavaria 2005
- Live vom Oktoberfest 2007
- diverse Singles und Auskoppelungen[3][4]

## Fernsehauftritte
- ZDF: Lustige Musikanten on tour 1999
- ORF: Wenn die Musi spielt 2003
- Fernsehserie Drei unter einem Dach 2003
- BR: Weißblau klingt's am schönsten 2003
- ZDF: Lustige Musikanten 2004
- ARD: Musikantenstadel 2008